# Ly Than Tong
Lý Thần Tông, född som Lý Dương Hoán (李陽煥) 1116, död 1138, var vietnamesisk kejsare mellan 1128 och 1138. Han var den femte kejsaren av Lydynastin.
Ly Than Tong lättade något på lagarna och vinnlade sig om en god relation till den kinesiska Songdynastin.